# 阿夫朗什区
阿夫朗什区（法語：Arrondissement de Avranches）是法国芒什省所辖的一个区。总面积1888.2平方公里，总人口134504，人口密度71人/平方公里（2017年）。主要城镇为阿夫朗什。

## 辖区
阿夫朗什区辖有134个市镇。